# Rip Van Dam
Rip Van Dam, auch Rip Claase Van Damm oder Rip Vandam (* um  1660 im späteren Albany, in der späteren Provinz New York (andere Quellen geben Holland als sein Geburtsland an); † 10. Juni 1749 in New York City) war ein Sklavenhändler und in den Jahren 1731 und 1732 kommissarischer britischer Gouverneur der Provinz New York.

## Leben
Van Dam war der Sohn des Zimmermanns Claas Ripse van Damm and Maria Bords, die beide niederländischer Abkunft waren.

## Sklavenhandel
Van Dam wurde ein erfolgreicher Händler. 1696 brachte er als Kapitän der Patuxent zwei Sklaven nach Amerika. 1715 heuerte er mit drei anderen Partnern Thomas Jacobs an, um mit dem Schiff Anne und Mary an der Goldküste Handel zu treiben. Jacobs brachte 38 Sklaven zurück. John Browne, im selben Jahr angeheuert, erwarb 43 Sklaven. 1723 schickten Van Dam, sein Schwiegersohn Walter Thong und andere Alan Jarrett, Kapitän der Burnet nach „Guinea“, um Sklaven einzuhandeln. 83 Überlebende wurden in Jamaika verkauft. Vandam war auch am Sklavenhandel in Madagaskar beteiligt. Auch die Schiffe Duke of Portland, Black Eyed Susan, Expedition, Alida, John and Anne und Seaflower, die ihm ganz oder teilweise gehörten, waren im Sklavenhandel eingesetzt. Er und seine Partner verkauften zwischen 1696 und 1739 mindestens 181 Menschen in der neuen Welt als Sklaven, die Zahl der Verschleppten war also mit Sicherheit weit höher.

## Politische Karriere
Van Dam gewann in der britischen Provinz New York bald an politischem Einfluss. Er bekleidete verschiedene öffentliche Ämter in New York City. Im Jahr 1699 wurde er als Vertreter der Stadt in die Provincial Assembly, das koloniale Parlament der Kolonie, gewählt, wo er zum Oppositionsführer wurde. Zusammen mit einigen anderen New Yorker Kaufleuten widersetzte er sich der Handelspolitik von Kolonialgouverneur Richard Coote, der zwischen 1698 und 1701 amtierte. Die Politik dieses Gouverneurs, der erfolgreich die Piraterie bekämpfte, hatte den Interessen des Handels, insbesondere des Sklavenhandels geschadet und angeblich so die Verschuldung der Kolonie New York in die Höhe getrieben. Coote ließ einige Handelsschiffe von Van Dam wegen Verstößen gegen die Navigation Acts beschlagnahmen. Van Dam und seine Mitstreiter beschwerten sich bei König  Wilhelm III. März 1701 starb der Gouverneur. Er wurde durch Edward Hyde ersetzt. Dieser entließ einige von Cootes Anhängern aus dem Beraterstab (Council) des Gouverneurs. Eine der dadurch frei gewordenen Positionen fiel im Jahr 1702 an Rip Van Dam, der 30 Jahre lang diesem Gremium angehören sollte und schließlich zum Präsidenten aufstieg. Bei verschiedenen Anlässen vertrat er den jeweiligen Gouverneur, wenn dieser verhindert war.
Nach dem Tod von Gouverneur John Montgomerie am 1. Juli 1731 wurde Van Dam als dienstältestes Mitglied des Councils zum kommissarischen Gouverneur der Provinz New York bestellt. Dieses Amt bekleidete er bis zur Ankunft des neuen Gouverneurs William Cosby im Jahr 1733. In dieser Zeit widersetzte er sich dem geplanten Molasses Act und erhielt dafür vom kolonialen Parlament 1000 Pfund Belohnung. Bald nach dem Amtsantritt von Cosby kam es zu Spannungen zwischen ihm und Van Dam. Cosby forderte Van Dam auf, die Hälfte seiner Einkünfte aus seiner Zeit als kommissarischer Gouverneur zurückzuzahlen. Als dieser ablehnte, verklagte er Van Dam. Der Prozess wurde zu einem Politikum, bei dem sich libertäre Kräfte (Morrisites oder „Country Party“). und die Anhänger Cosbys gegenüberstanden. Den Vorsitz führte der Oberste Richter der Kolonie, Lewis Morris (1671–1746), der für van Dam eintrat. Bei der Urteilsfindung wurde er aber überstimmt, und Cosby gewann den Prozess. Cosby enthob Morris seines Amtes als Oberster Richter, Van Dam wurde aus dem Council entlassen.
Aber im gleichen Jahr gewann die liberale Partei die Wahlen zum kolonialen Parlament, eine politische Niederlage Cosbys. Die Opposition gegen Gouverneur Cosby fand im New York Weekly Journal, das von John Peter Zenger herausgegeben wurde, ein  Sprachrohr, es wurde von Morris und dem Schotten John Alexander finanziert. Auch van Dam, der sich der Opposition anschloss, veröffentlichte in Zengers Blatt anonym einige regierungskritische Artikel. Der Gouverneur klagte Zenger wegen Hochverrat und Verleumdung an und sorgte für einen unfairen Prozess. Trotzdem wurde Zenger von den Geschworenen freigesprochen.
Nach dem Tod von Cosby im Jahr 1736 kam es zu einem kurzen Streit zwischen van Dam und George Clarke, die beide das Amt des kommissarischen Gouverneurs beanspruchten. Der Streit wurde von London zu Gunsten von Clarke entschieden.

## Familienleben
Van Dam war zweimal verheiratet und hatte insgesamt neun Kinder. Sein Haushalt umfasste auch Sklaven, einer von ihnen wurde im Zusammenhang mit dem Sklavenaufstand von 1741 befragt.
Rip Van Dam starb am 10. Juni 1749 in New York City.

## Ehrungen
In New York sind mehrere Straßen nach Van Dam benannt, in Lower Manhattan wie auch in Brooklyn und Queens.